# Нурманов, Прим
Прим (Пиримкул) Нурманов (Нурмонов) (узб. Pirimqul Nurmonov) (1911—1978) — Гвардии старшина Рабоче-крестьянской Красной Армии, участник Великой Отечественной войны, Герой Советского Союза (1944).

## Биография
Прим Нурманов родился 20 апреля 1911 года в селе Аккурган (ныне — Пайарыкский район Самаркандской области Узбекистана). Узбек по национальности. После окончания школы работал механиком в колхозе. В 1937—1940 годах проходил службу в Рабоче-крестьянской Красной Армии. В июне 1941 года Нурманов повторно был призван в армию. С июня 1942 года — на фронтах Великой Отечественной войны. Член КПСС с 1943 года. Участвовал в Донбасской и Запорожской наступательных операциях, освобождении городов павлограда и Запорожья. 8 февраля 1943 года Нурманов участвовал в снятии мин для обеспечения прохода танков, несмотря на два ранения продолжал двигаться вперёд. Заметив группу приближающихся автоматчиков Нурманов вступил с ними в неравный бой, убил двоих и обратил остальных в бегство. После этого Нурманов вынес на плечах раненого командира сапёрного взвода с поля боя. За этот подвиг Нурманов удостоился медали «За отвагу».  
К октябрю 1943 года гвардии старший сержант Прим Нурманов командовал отделением 178-го гвардейского стрелкового полка 60-й гвардейской стрелковой дивизии 6-й армии 3-го Украинского фронта. Отличился во время битвы за Днепр. 4 ноября 1943 года на острове Хортица, в рукопашном бою Нурманов лично уничтожил шестерых гитлеровцев, вынудив остальных отступить, за что удостоился ордена Славы 3-й степени. 26 ноября 1943 года отделение Нурманова первым переправилось через Днепр в районе села Разумовка Запорожского района Запорожской области Украинской ССР. Нурманов и его отделение с боем захватили окраину Разумовки, за что он удостоился ордена «Красной звезды». Отряд Нурманова получил задачу зачистить рощу от вражеских автоматчиков, прорвавшихся во фланг батальона. Несмотря на шквальный огонь противника Нурманов личным примером поднял людей в атаку. Оказавшись в гуще вражеского отряда. солдаты в рукопашном бою рассеяли противника. В том бою Нурманов лично уничтожил семерых вражеских солдат. За этот подвиг Нурманов был представлен к званию героя Советского союза.  В течение всей ночи вместе со своим отделением он отражал контратаки гитлеровцев. Заметив вражеского пулемётчика, зашедшего во фланг отделения, Нурманов уничтожил его, бросив в него гранату. Отделение Нурманова продержалось до переправы основных сил и приняло активное участие в расширении плацдарма.  
Указом Президиума Верховного Совета СССР от 22 февраля 1944 года гвардии старший сержант Прим Нурманов был удостоен высокого звания Героя Советского Союза с вручением ордена Ленина и медали «Золотая Звезда».
После окончания войны в 1945 году Нурманов был демобилизован в звании старшины. Проживал и работал на родине. работал председателем колхоза, сельсовета, бригадиром совхоза. Скончался 10 декабря 1978 года, похоронен в родном селе Аккурган.
Был также награждён орденами Красной Звезды и Славы 3-й степени, рядом медалей. Его именем назван родной колхоз.